# 五指参属
五指参属（学名：Pentadactyla）为沙鸡子科的一个属。

## 下级分类
本属包括以下物种：
- 日本五指参 Pentadactyla japonica (von Marenzeller, 1882)
- Pentadactyla longidentis (Hutton, 1872)